# Serge-von-Bubnoff-Medaille
Die Serge-von-Bubnoff-Medaille wird in der Regel jährlich von der Deutschen Geologischen Gesellschaft – Geologischen Vereinigung (DGGV) an in- und ausländische Personen verliehen, die sich bei der Vermittlung komplexer geowissenschaftlicher Zusammenhänge und Grundlagen sowie der öffentlichen Darstellung der Geowissenschaften besondere Verdienste erworben haben. Früher war ein herausragendes Gesamtwerk in den Geowissenschaften maßgebliches Kriterium. Sie wurde ursprünglich unperiodisch seit 1958 von der „Gesellschaft für Geologische Wissenschaften der DDR“ vergeben und ist nach Serge von Bubnoff benannt.

## Preisträger in der DDR
Die Liste enthält alle nachweisbaren Preisträger der Verleihungen in der DDR.
- 1958 Kurt Pietzsch
- 1961 Walter Zimmermann[1]
- 1963 Oscar Walter Oelsner
- 1963 Ernst C. Kraus
- 1964 Bruno Sander
- 1967 Alexander Pawlowitsch Winogradow
- 1967 Alfred Rittmann
- 1969 Alexander Sidorenko (Minister für Geologie der UdSSR)
- 1974 Robert Lauterbach
- 1974 Wassili Wassiljewitsch Gluschko
- 1975 Alexander Leonidowitsch Janschin
- 1977 Friedrich Stammberger[2]
- 1977 Wladimir Iwanowitsch Smirnow
- 1979 Heinrich Kölbel[3]
- 1979 Heinz Stiller
- 1981 Kurt Johannes Klengel
- 1983 Günter Möbus
- 1986 Hans Jürgen Rösler
- 1987 Vladimír Zoubek
- 1987 Iwan Kostow
- 1987 Peter Bankwitz
- 1987 Ralf Ruske, Halle
- 1990 Gerhard Tischendorf[4]
- 1990 Max Schwab

## Preisträger bei der DGG und der DGGV
- 2002 Lothar Eißmann
- 2003 German Müller
- 2004 Gerhard Beutler
- 2005 Franz Kockel
- 2006 Leopold Weber
- 2007 Witold Zuchiewicz
- 2009 Jan Harff
- 2011 Volker Lorenz
- 2012 Ernst-Rüdiger Look
- 2013 Werner Stackebrandt
- 2014 Manfred Menning
- 2015 Hans Joachim Franzke
- 2016 Andreas Hoppe
- 2017 Jörg Walter Schneider
- 2018 Gerold Wefer
- 2019 Sylke Hlawatsch
- 2020 Theo Simon
- 2021 Gösta Hoffmann, Jan-Michael Lange
- 2023 Frank W. Junge
- 2024 Siegfried Lächelt[5]